# Live Scenes from New York
Live Scenes From New York – 3-płytowe wydawnictwo zespołu Dream Theater z zapisem koncertu zagranego w Roseland Ballroom w Nowym Jorku 30 sierpnia 2000 roku. Część tego koncertu, pojawiła się już wcześniej, jako oficjalnie DVD pt. Metropolis 2000: Scenes From New York. Gościnnie podczas koncertu wystąpili: Theresa Thomason (śpiew), Jay Beckenstein (saksofon sopranowy w utworze Another Day) oraz Kent Broadhurst (aktor grający rolę hipnoterapeuty).
Album został wydany 11 września 2001 roku – w dzień zamachów terrorystycznych. Tytuł Sceny na żywo z Nowego Jorku nabrał drugiego znaczenia. Na domiar złego okładka przedstawiała miasto w płomieniach – z wieżowcami World Trade Center i Statuą Wolności na pierwszym planie. Płyta została wycofana ze sklepów i powróciła do sprzedaży kilka dni później ze zmienioną okładką. Część pierwszego wydania pozostała jednak w obiegu nabierając wartości kolekcjonerskiej.

## Lista utworów

### CD 1
1. „Regression” – 2:46
2. „Overture 1928” – 3:32
3. „Strange Deja Vu” – 5:02
4. „Through My Words” – 1:42
5. „Fatal Tragedy” – 6:21
6. „Beyond This Life” – 11:26
7. „John & Theresa Solo Spot” – 3:17
8. „Through Her Eyes” – 6:17
9. „Home” – 13:21
10. „The Dance of Eternity” – 6:24

### CD 2
1. „One Last Time” – 4:11
2. „The Spirit Carries On” – 7:40
3. „Finally Free” – 10:59
4. „Metropolis Pt. 1" – 10:36
5. „The Mirror” – 8:15
6. „Just Let Me Breathe” – 4:02
7. „Acid Rain – Liquid Tension Experiment” – 2:34
8. „Caught in a New Millennium” – 6:21
9. „Another Day” – 5:13
10. „Jordan Rudess Keyboard Solo” – 6:40

### CD 3
1. „A Mind Beside Itself I: Erotomania” – 7:22
2. „A Mind Beside Itself II: Voices” – 9:45
3. „A Mind Beside Itself III: The Silent Man” – 5:09
4. „Learning to Live” – 14:02
5. „A Change of Seasons” – 24:35